# Anubis (série télévisée)
Pour les articles homonymes, voir Anubis (homonymie) et HOA.
 (février 2015).
Si vous disposez d'ouvrages ou d'articles de référence ou si vous connaissez des sites web de qualité traitant du thème abordé ici, merci de compléter l'article en donnant les références utiles à sa vérifiabilité et en les liant à la section « Notes et références ».
 (avril 2013).
Anubis (House of Anubis ou HOA) est une série télévisée pour la jeunesse américano-britannico-belge. Elle est composée de 115 épisodes de 22 minutes, ainsi que d'un épisode spécial de 70 minutes. Elle est basée sur la version originale belge et hollandaise, Het Huis Anubis. La série, créée par Hans Bourlon et Gert Verhulst, est diffusée entre le 1er janvier 2011 et le 17 juin 2013 sur Nickelodeon aux États-Unis, et entre le 25 février 2011 et le 14 juin 2013 au Royaume-Uni. Anubis est la première série de Nickelodeon à être filmée à l'étranger.
En France, la série est diffusée à partir du 5 février 2012 sur Nickelodeon, sur Nickelodeon Teen à partir du 1er décembre 2014 et sur NT1 à partir du 15 septembre 2012. Au Québec, elle est diffusée depuis le 18 juin 2012 sur VRAK.TV.

## Synopsis

### Saison 1
Anubis House est une résidence dans un pensionnat anglais, construite dans les années 1890  par l'égyptologue Robert Frobisher-Smythe. La résidence héberge neuf élèves du secondaire sous la surveillance du strict gardien de l'internat, Victor Rodenmaar Jr., et de la mère au foyer, Trudy. L'histoire commence lorsqu'une fille populaire, Joy Mercer, ainsi que toutes les preuves de son existence, sont retirées de l'école sans avertissement. La meilleure amie de Joy, Patricia Williamson, est attristée par la disparition de Joy. Le même jour, une nouvelle fille venue d'Amérique, Nina Martin, rejoint l'école grâce à une bourse et remplace Joy en tant que nouvelle colocataire de Patricia. Patricia est sûre que ce n'est pas une coïncidence et accuse Nina d'avoir fait partie de la disparition de Joy.
Après avoir emménagé, Nina rencontre une femme qui lui offre un médaillon en forme d'œil d'Horus. La femme s'identifie comme étant Sarah Frobisher-Smythe, la fille de Robert Frobisher-Smythe. Cependant, lorsque Nina raccompagne Sarah à la maison de retraite dans laquelle elle vit, le chef soignant l'appelle Emily. Par la suite, le médaillon de Nina s'avère fonctionner comme une clé pour ouvrir un panneau secret dans le grenier de la résidence. Elle y trouve une collection de cylindres de phonographe antiques et un portrait de Sarah. Les cylindres sont des enregistrements réalisés par Sarah pendant et après le voyage de ses parents en Égypte pour découvrir la tombe de Toutankhamon en 1922. En complément des hiéroglyphes égyptiens au dos du portrait, les enregistrements offrent des indices sur l'emplacement d'un certain nombre de reliques égyptiennes.
Dans le même temps, Nina se lie d'amitié avec un autre étudiant, Fabian Rutter, et elle lui raconte ses découvertes. Après qu'une autre étudiante, Amber Millington, s'est disputée avec sa meilleure amie, Mara Jaffray, à propos du petit ami d'Amber, Mick Campbell, Amber échange sa place de dortoir avec Patricia. Nina, Fabian et Amber forment un groupe secret, "Sibuna" (Anubis à l'envers), et initient plus tard Alfie Lewis et Patricia. Tous sont impatients de savoir comment les reliques sont liées à la disparition de Joy.
Après avoir trouvé sept reliques, les Sibunas ont l'intuition qu'elles doivent être assemblées pour fabriquer la Coupe d'Ankh, une coupe mythique capable de produire un élixir de vie. Cependant, la coupe ne peut être assemblée que par une personne née à sept heures du septième jour du septième mois. Comme l'anniversaire de Joy est le 7 juillet, il est révélé que Victor et sa société secrète, composée du personnel de l'école, d'un policier, d'une infirmière et du père de Joy, ont conspiré pour forcer Joy à assembler la Coupe d'Ankh. Ils ont ensuite retiré Joy de l'école et détruit les preuves de son existence, pour la protéger d'un ancien membre de la société Rufus Zeno, qui ne reculera devant rien pour obtenir la coupe. Cependant, à l'heure choisie de l'assemblage de la coupe, Joy se rend compte que, comme elle est née à sept heures du soir, elle n'est pas en mesure d'assembler la coupe ; Nina, cependant, partage l'anniversaire de Joy et est née à sept heures du matin. Nina assemble la tasse et, avec le reste des Sibunas, trompe Rufus en lui faisant croire qu'il est immortel.

### Saison 2
En cachant la coupe d'Ankh, Nina libère sans le savoir un esprit égyptien, Senkhara. Senkhara maudit Nina avec la marque d'Anubis, la pliant à sa volonté, et lui ordonne de trouver le masque d'Anubis, un artefact capable de "pleurer des larmes d'or" en plus d'un élixir de vie. Les Sibunas découvrent une chambre de tunnels sous la maison qui contient une série d'énigmes et de tâches pour progresser, y compris des pendules en forme de faux au-dessus d'un gouffre et un jeu de Senet utilisant des joueurs comme pièces. Senkhara est mécontent de la lenteur de Nina et donne la marque d'Anubis au reste de Sibuna et à la grand-mère de Nina, comme une menace. Aux côtés du groupe, Victor est également à la recherche du masque car il pense qu'il contient l'ingrédient manquant à l'élixir de vie - les larmes d'or. Pour obtenir le Livre d'Isis qui contient la recette de l'élixir, Victor ordonne à M. Sweet de gagner une exposition égyptienne. Jerome localise son père en prison, qui lui dit que pour inverser sa malchance, Jerome doit trouver le Frobisher Gem et le mettre dans le bouclier Frobisher après l'avoir volé. Le nouvel élève américain, Eddie, devient le rival de Patricia, même s'ils cachent simplement le fait qu'ils sont attirés l'un par l'autre. Victor fait équipe avec la nouvelle mère au foyer d'Anubis House, Vera, qui l'aide à localiser le masque. À l'insu de Victor, Vera travaille cependant avec Rufus Zeno. C'est une course contre l'autre alors que les Sibunas et Victor tentent de se déjouer dans la quête du masque d'Anubis qui mènera à la vie éternelle. Finalement, Nina part définitivement vivre avec sa grand-mère.

### Saison 3
Une nouvelle enseignante, Mlle Denby, arrive à l'école. Une nouvelle étudiante américaine, Katie "K.T." Rush, arrive également. Eddie a une vision du grand-père mourant de K.T. lui donnant une clé et lui disant d'aller à Anubis House. Eddie et K.T. fouinent dans la maison, pendant que Fabian essaie de déchiffrer une série de codes donnés par erreur à Amber. Eddie et K.T. deviennent de nouveaux membres des Sibunas. Quand Amber part pour une école de mode, les Sibunas sont relancés avec Eddie en tant que leader et Fabian, K.T., Patricia et Alfie en tant que membres. Ils découvrent que des personnes essaient de réveiller un Robert Frobisher-Smythe endormi, avec Denby comme "gardien" (elle garde Frobisher dans la salle des réservoirs de la guérite, sa maison sur la propriété de l'école), Victor comme "facilitateur ", et M. Sweet comme "chercheur". Les Sibunas découvrent que le nom de Mlle Harriet Denby est en fait Caroline. Sa sœur est Harriet, la gardienne d'origine. Cependant, elle est enfermée dans un hôpital psychiatrique à cause de sa sœur. Il s'avère que K.T. est l'arrière-petite-fille de Frobisher. Jerome, Joy, Alfie et Patricia sont les descendants des amis de Frobisher et sont nécessaires pour la cérémonie, mais à cause du mensonge de Caroline Denby mentant sur son identité, le réveil de Frobisher ne se passe pas comme prévu.
Tout le monde pense que la cérémonie n'a pas fonctionné puisque les Sibunas sont intervenus juste à temps, mais lorsque Caroline se rend à la guérite pour faire ses valises, elle rencontre Frobisher, réveillé et maléfique. Caroline n'en parle pas à Eric Sweet ni à Victor. Robert explique à Caroline qu'il doit capturer cinq pécheurs pour Ammut à minuit ou à midi, afin qu'ils puissent devenir maléfiques. Les pécheurs capturés sont Victor, Patricia, M. Sweet, Fabian et Alfie. Ammut se lève, mais a besoin de plus d'âmes. Elle donne à Frobisher un livre qui capture facilement l'âme des gens. Une fausse assemblée est organisée pour tenter de capturer plus d'âmes. Willow est la seule personne qui n'est pas devenue pécheresse. Willow, Eddie et K.T. sont poursuivis par Frobisher et les étudiants sans âme, mais Harriet vient à la rescousse avec une ambulance volée. Elle explique que Willow n'est pas devenue pécheresse parce qu'elle avait la clé lunaire de K.T., et qu'Ammut peut être renvoyée avec la clé solaire de Caroline et la clé lunaire de K.T. Willow devient pécheresse quand K.T. et elle-même essayent de voler la clé du soleil. À la fin, Ammut est renvoyé, dévorant Caroline. Frobisher n'est plus maléfique. Tous les pécheurs sont revenus à la normale et ne se souviennent pas de ce qui s'est passé. Willow ne se souvient même pas de la courte période pendant laquelle elle était bonne, alors elle a oublié tout le mystère. Les Sibunas sont informés par Eddie et K.T. de ce qui s'est passé. Frobisher et Harriet partent pour l'Égypte, et Jerome et Joy se retrouvent enfin après de nombreux drames, impliquant que Jerome trompait Mara et Willow. Le groupe profite d'un feu d'artifice.

### Touchstone of Ra
Dans la finale spéciale, les résidents d'Anubis House se préparent pour leur diplôme; cependant, leurs joyeux plans de célébration sont interrompus avec l'arrivée de quatre étudiants qui emménagent plus tôt : Cassie, Erin, Dexter et Sophia. Patricia contrarie instantanément Sophia parce qu'elle l'a repérée en train de flirter avec Eddie. Lors de leur voyage dans un musée égyptien, Eddie, Dexter et Sophia découvrent un artefact spécial connu sous le nom de Pierre de Touche de Râ. De retour à la maison, Victor annonce qu'un artefact du musée a été volé, et la pierre de touche semble soudainement être en possession d'Eddie. Victor confisque la pierre de touche, mais n'a aucune intention de la rendre. Plus tard, les Sibunas (avec Sophia et Mara) entendent Victor parler à M. Sweet de ce qui se passe lorsque la pyramide de Râ est construite. Ils prévoient de l'empêcher de construire la pyramide, récupérant la pierre de touche pour faire bonne mesure. Finalement, Eddie découvre que Sophia les a trahis lorsqu'elle envisage de terminer elle-même la pyramide de Râ. Lors de la cérémonie de remise des diplômes, Mara est manipulée par une force inconnue lorsqu'elle porte la médaille de major de promotion (qui est en fait un artefact découvert par Alfie). À la résidence, les Sibunas font équipe avec Victor pour trouver les piliers restants de la pyramide afin d'empêcher Sophia d'atteindre son objectif. Dans la confrontation finale, la pyramide est incomplète et les étudiants sont sauvés. Alors que Sophia échoue, elle est transformée en pierre en guise de punition de Râ. Eddie perd ses pouvoirs dans le processus. Puisque le destin de Victor était d'empêcher la construction de la pyramide, il décide de quitter définitivement la maison ce soir-là alors que les étudiants célèbrent leur fête de remise des diplômes.

## Distribution

### Acteurs principaux
| Acteurs                 | Personnages               | Doublage          | Saisons    | Saisons    | Saisons         | Saisons          |
| Acteurs                 | Personnages               | Doublage          | 1          | 2          | 3               | 3                |
| Acteurs                 | Personnages               | Doublage          | 1          | 2          | Épisodes 1 à 10 | Épisodes 11 à 40 |
| ----------------------- | ------------------------- | ----------------- | ---------- | ---------- | --------------- | ---------------- |
| Nathalia Ramos          | Nina Martin               | Mélanie Dermont   | Principale | Principale |                 |                  |
| Brad Kavanagh           | Fabian Rutter             | Thibaut Delmotte  | Principal  | Principal  | Principal       | Principal        |
| Jade Ramsey             | Patricia Williamson       | Julie Basecqz     | Principale | Principale | Principale      | Principale       |
| Ana Mulvoy Ten          | Amber Millington          | Laëtitia Liénart  | Principale | Principale | Principale      |                  |
| Bobby Lockwood          | Mickael « Mick » Campbell | Nicolas Matthys   | Principal  | Principal  |                 |                  |
| Tasie Lawrence          | Mara Jaffray              | Laurence Stévenne | Principale | Principale | Principale      | Principale       |
| Egène Simon             | Jerome Clarke             | Alexandre Crépet  | Principal  | Principal  | Principal       | Principal        |
| Alex Sawyer             | Alfred « Alfie » Lewis    | Sébastien Hébrant | Principal  | Principal  | Principal       | Principal        |
| Klariza Clayton         | Joy Mercer                | Alexandra Corréa  | Principale | Principale | Principale      | Principale       |
| Burkely Duffield        | Eddison « Eddie » Miller  |                   |            | Principal  | Principal       | Principal        |
| Louisa Connolly-Burnham | Willow Jenks              |                   |            |            | Principale      | Principale       |
| Alexandra Shipp         | Katie « KT » Rush         |                   |            |            | Principale      | Principale       |

### Acteurs secondaires
- Francis Magee : Victor Rodenmarr Jr.
- Paul Antony-Barber (en) : Eric Sweet
- Mina Anwar : Trudy Rehman
- Julia Deakin : Daphne Andrews (saisons 1 et 2)
- Roger Barclay : Rufus Zeno (saisons 1 et 2)
- Nikita Ramsey : Piper Williamson (depuis la saison 2)
- Jack Donnelly: Jason Winkler (saison 1)
- Rita Davies : Sarah Frobisher-Smyther (saison 1)
- Gwyneth Powell : Grand Mère de Nina (saison 2)
- Sophiya Haque : Senkhara (saison 2)
- Frances Encell : Poppy Clarke (saison 2)
- Poppy Miller : Vera Devenish (saison 2)
- Sartaj Garewal : Jasper Choudhary (saison 2)
- Sarah Paul : Zoe Valentine (saison 2)
- Francis Magee : Victor Rodenmaar Sr. (saison 2)
- John Sackville : Robert Frobisher-Smythe (saison 3)
- Bryony Afferson : Harriet Denby (saison 3)
- Susy Kane : Miss Denby alias Caroline Denby (saison 3)
- Freddie Boath : Ben Reed (saison 3)
- Felicity Gilbert : Ammout (saison 3)
- Claudia Jessie : Sophia (Touchstone of Ra)
- Jake Davis : Dexter (Touchstone of Ra)
- Kae Alexander : Erin (Touchstone of Ra)
- Roxy Fitzgerald : Cassie (Touchstone of Ra)

## Production

### Développement
La production débute en août 2009, mais dès mars 2010 Studio 100 annonce que la série est vendue à la chaîne Nickelodeon aux États-Unis. La série est donc filmée durant l'été 2010 à Liverpool et diffusée pour la première aux États-Unis le 1er janvier 2011.
Anubis est la première série originale produite pour la chaîne américaine Nickelodeon à être produite en dehors de l'Amérique du Nord. C'est également la première série dramatique originale de la chaîne depuis la série Caitlin Montana diffusée de 2000 à 2002.
La série est structurée d'une manière différente des autres séries télévisées en live-action. Chaque épisode se compose de deux segments de onze minutes, un format couramment utilisé dans les séries animées. Les événements de chaque segment se rattachent à ceux des épisodes précédents.
La série est filmée à Liverpool, au Ye Priory Court pour ce qui est de l'internat Anubis, et au Château de Peckforton, dans le comté de Cheshire, pour l'entrée et le portail. 
Le 10 mars 2011, Nickelodeon confirme la commande d'une nouvelle saison de House of Anubis lors de sa présentation annuelle d'Upfront pour les annonceurs et les médias.
Le 29 juin, le magazine Entertainment Weekly rapporte que la chaîne a confirmé une deuxième saison d'Anubis avec une production démarrant le 21 juillet 2011. Un total de 45 épisodes d'une demi-heure (90 épisodes de 15 minutes) sont diffusés en 2012.
Le 16 avril 2012, une troisième saison est confirmée par Nickelodeon et Lime Pictures. Nathalia Ramos (qui joue Nina Martin) ne sera pas de retour pour cette saison afin de se concentrer sur ses études. Eugène Simon (qui joue Jerome Clarke) confirme que le tournage de la troisième saison débutera à l'été 2012.
Le 16 juillet 2012, Nickelodeon (Royaume-Uni & Irlande) annonce sur sa page Twitter et le blog du site que le tournage de la saison 3 débutera ce mois-ci. Le même jour, Bobby Lockwood annonce sur sa page Twitter qu'il ne sera pas de retour pour la troisième saison. La page Facebook officielle Anubis qu'il y aura un nouveau personnage nommé KT Rush, qui sera joué par Alexandra Shipp.
Le 26 juillet 2012, il est aussi annoncé sur la page Facebook le nom d'un nouveau personnage prénommé Willow, qui sera joué par Louisa Connolly Burnham.

### Fiche technique
- Titre original : House of Anubis
- Genre : Série dramatique pour adolescents, Sitcom fantastique
- Créateur : Hans Bourlon, Gert Verhulst
- Production : Anja Van Mensel, Susie Liggat, Tony Wood, Nickelodeon Productions, Lime Pictures et Studio 100
- Pays d'origine :  États-Unis,  Royaume-Uni et  Belgique
- Nombre de saisons : 3 saisons
- Nombre d'épisodes : 190 épisodes
- Durée : 11 minutes (saison 1) et 22 minutes (saisons 2 et 3)

## Saisons
| Saison | Saison | Épisodes | États-Unis                                                     | États-Unis                                                     | France                                                            | France                          |
| Saison | Saison | Épisodes | Début                                                          | Fin                                                            | Début                                                             | Fin                             |
| ------ | ------ | -------- | -------------------------------------------------------------- | -------------------------------------------------------------- | ----------------------------------------------------------------- | ------------------------------- |
|        | 1      | 60       | 1er janvier 2011 (Nickelodeon) 2 janvier 2011 (TeenNick)       | 19 février 2011 (Nickelodeon) 8 janvier 2012 (TeenNick)        | 5 février 2012 (Nickelodeon) 1er décembre 2014 (Nickelodeon Teen) | 28 avril 2012 (Nickelodeon)     |
|        | 2      | 90       | 9 janvier 2012 (Nickelodeon) 15 janvier 2012 (TeenNick)        | 9 mars 2012 (Nickelodeon) 11 mars 2012 (TeenNick)              | 12 janvier 2015 (Nickelodeon Teen)                                | 19 juin 2015 (Nickelodeon Teen) |
|        | 3      | 40       | 3 janvier 2013 (Nickelodeon) 18 février 2013 (TeenNick)        | 11 avril 2013 (TeenNick)                                       |                                                                   |                                 |
|        | Film   | Film     | 14 juin 2013 (Nickelodeon Royaume-Uni) 17 juin 2013 (TeenNick) | 14 juin 2013 (Nickelodeon Royaume-Uni) 17 juin 2013 (TeenNick) |                                                                   |                                 |

Note : la saison 3 n’a jamais été diffusée en France ou doublée.

### Saison 1
Dans le pensionnat anglais «Anubis», où vivent neuf étudiants, Joy (Klariza Clayton) disparaît sans laisser de traces alors que la jeune américaine, Nina Martin (Nathalia Ramos) arrive dans l’école. Patricia (Jade Ramsey), qui doit maintenant partager sa chambre avec la nouvelle venue, pense que celle-ci a quelque chose à voir avec la disparition de sa meilleure amie. Bien vite, Nina va se rendre compte que cette école est loin d’être normale: un grenier probablement hanté, le gardien de la maison qui possède un épouvantable corbeau empaillé, des passages secrets et d’étranges phénomènes qui se produisent. Nina décide d'enquêter sur le mystère de la maison aux côtés de son nouvel ami, Fabian Rutter (Brad Kavanagh) et de sa nouvelle colocataire, Amber Millington (Ana Mulvoy Ten). Ils forment un groupe secret appelé «Sibuna» (Anubis à l'envers) qui va inclure Patricia au moment où elle fait la paix avec Nina, et avec Alfie Lewis (Alex Sawyer), un des farceurs de la maison Anubis avec son meilleur ami Jerome Clarke (Eugene Simon). Il y a aussi des gens qui vivent à la maison d'Anubis tout en étant inconscients du mystère: Mara Jaffray (Tasie Lawrence (en)), Mick Campbell (Bobby Lockwood) et Trudy (Mina Anwar). Comme la première saison parvient à son terme, avant la mort de Sarah Frobisher-Smythe, le club Sibuna apprend que Victor est le fils de Victor Rodenmaar Senior, le tuteur de la petite Sarah. Il se révèle alors que la Coupe d'Ankh accorde l'immortalité à celui qui boit l'Élixir dedans. En outre, Victor est le chef actuel de la Société destinée à la recherche de la coupe et visant à obtenir l'immortalité par l’Élue : Joy. Toutefois, un ancien membre de la Société nommé Rufus Zeno cherche aussi à s'emparer de la Coupe et à devenir immortel. Nina, qui se révèle être la véritable Élue, réussit à assembler les sept éléments qui forment la Coupe d'Ankh et à lever ainsi la malédiction. À la fin, Nina et Fabian sont nommés roi et reine du bal de fin d'année et ils s'embrassent finalement.

### Saison 2
De retour à la maison d'Anubis, des choses étranges se passent à nouveau. L'esprit d'une ancienne souveraine égyptienne cherche à s'emparer du masque d'Anubis. Nina, ainsi que tous les membres de Sibuna plus tard, portent une malédiction lancée par Senkhara, le fantôme, et ont une marque appelée la marque d'Anubis qui ressemble à un tatouage imprimé sur eux. La quête de la saison 2 sera de trouver le masque d'Anubis qui se trouve dans la maison, ou plutôt sous la maison. Pour parvenir jusqu'au masque, les Sibuna devront résoudre des épreuves et des puzzles mis au point par Robert Frobisher-Smythe, à l'aide d'interfaces cachées dans la maison. Senkhara prendra la vie des membres de Sibuna s'ils ne trouvent pas le masque avant le temps imparti. Dans la maison, Trudy sera remplacée par Vera Devenish, qui travaille secrètement pour « le collectionneur » alias Rufus Zeno qui veut lui aussi le masque afin d'accéder à l'au-delà égyptien, et y régner en tant que dieu. Dans le milieu de la saison, un nouveau pensionnaire va faire son entrée : Eddie Miller (Burkely Duffield). Il sera révélé plus tard que celui-ci est le fils du principal, M. Sweet. Patricia et lui finiront par sortir ensemble. La dernière phase pour accéder au masque est de jouer et gagner au jeu du Senet, un jeu de l'Égypte Antique qui ressemble beaucoup aux échecs. Chacun leurs tours, les membres du Sibuna vont échouer. Nina, la première à cause d'une erreur de Fabian. Se retrouvant seul, Fabian va demander de l'aide à Joy. Grâce à elle, il gagne la partie et se retrouve devant un socle où sont posées deux clés. L'une donne accès au masque, l'autre permet de délivrer ses amis. Ils décident de prendre la deuxième option pour sauver leurs amis. Les Sibuna trouvent quand même un moyen de récupérer le masque. À la fin de la saison, Eddie se révèle être l'Osirien, le protecteur de l'Élue, Nina. Ces derniers bannissent alors Rufus et Senkhara à jamais. Nina donne à Victor une bague de son père qu'elle a vue dans les souterrains. Mick revient d'Australie, mais Mara est avec Jerome. Alfie et Amber se remettent ensemble sur les conditions d'Alfie cette fois, et Nina et Fabian ressortent ensemble après s'être embrassés une fois de plus. Victor découvre une larme d'or dans la bague de son père, l'ingrédient manquant à l'Élixir.

### Saison 3
Dans cette nouvelle saison, Nina repart aux États-Unis et une nouvelle élève rejoint la maison d'Anubis. De plus, une nouvelle enseignante, Harriet Denby (de son vrai nom Caroline Denby), se révèle du côté de la Team Evil et travaille avec Victor et M. Sweet. Ils vont devoir réveiller un homme dans un réservoir: le fameux Robert Frobisher-Smythe. Ils ont donc besoin du bracelet et des instructions pour le réveiller, ce dont Victor était censé recevoir dans un colis, mais Alfie l'a pris et l'a donné à Amber pour son anniversaire. Après plusieurs fouilles, Amber s'en va finalement dans une école de mode: triste moment pour Alfie. Elle donne avant de partir un faux bracelet et de fausses instructions à la Team Evil. Pendant ce temps, les Sibuna, dirigés par Eddie, en profitent pour mettre tout en œuvre afin de réveiller Frobisher avec des cœurs purs: ils essaieront en ayant déplacé la capsule dans la crypte mais en vain. Ils découvriront plus tard qu'il fallait les quatre descendants de Robert Frobisher-Smythe: Joy, Patricia, Alfie, Jerome et le faire lors d'une éclipse. La Team Evil a enfin récupéré le bracelet, les instructions et a même découvert le problème de l'éclipse avant les Sibuna. Ils ont donc réussis à réveiller Robert qui est maléfique. Il doit capturer cinq pêcheurs. Il prend en premiers Victor et Patricia, mais les Sibuna pensent que c'est KT qui a été prise. Ensuite, c'est au tour de M. Sweet. Fabian tombe au piège de Frobisher et devient lui aussi un pêcheur. Vient ensuite au tour d'Alfie de passer du mauvais côté. Malheureusement, être un pêcheur fait ressortir son côté le plus diabolique donc, pendant qu'ils seront des pêcheurs, ils en profiteront pour briser le cœur de leur bien-aimé. N'ayant presque plus de recours après que Frobisher ait hypnotisé toute l'école, Eddie, KT, Willow, n'ayant pas été hypnotisés, et la véritable Harriet vont essayer à quatre de combattre la Team Evil.

### House of Anubis: "Touchstone of Ra"
Dans le film, les habitants de la Maison d'Anubis approchent de la fin de leur dernière année, mais leur ambiance festive est coupée après qu'un groupe de nouveaux étudiants emménage de façon inattendue dans la maison d'Anubis. Ils sont invités au musée égyptien où ils découvrent une pierre mystérieuse (La pierre de Ra) où d’après la légende celui qui construira la pyramide de Ra sera récompensé d'or, mais s'il le fait mal, tout le monde en payera le prix. Les Sibuna sont donc confrontés à leur plus grand défi, car ils doivent déchiffrer les secrets de la pierre de l'ancien dieu égyptien Ra. Mais le pouvoir de la pierre commence à provoquer le chaos, c'est donc au chef Eddie Miller et les Sibuna de résoudre le mystère avant qu'il ne soit trop tard. Plus le mystère se dévoile, plus les Sibuna apprennent que tous ne sont pas ce qu'ils paraissent, et il n'y a qu'un seul d'entre eux qui peut les sauver des pouvoirs de la pierre... À la fin, Ra voulant un sacrifice, l'Osirien perd tous ses pouvoirs en touchant la pyramide alors qu'il croyait mourir... Cet épisode spécial « Touchstone of Ra » de 70 minutes a été diffusé le 14 juin au Royaume-Uni et le 17 juin aux États-Unis.

## Audiences
Lors de la première diffusion des épisodes 1-5 de la saison 1, il y a eu 846 000 téléspectateurs.

## Nominations et récompenses
| Année | Récompenses                                                                                   | Catégories                                                                                | Destinataires  | Résultats  | Réf.   |
| ----- | --------------------------------------------------------------------------------------------- | ----------------------------------------------------------------------------------------- | -------------- | ---------- | ------ |
| 2011  |                                                                                               | Meilleur Programme Nick Royaume-Uni                                                       | Anubis         | Lauréat    | [ 2 ]  |
| 2011  | Nickelodeon Kids' Choice Awards Argentina                                                     | meilleure série internationale et presque réaliste decrivante la malédiction de Égyptiens | anubis         | Nomination | ,      |
| 2011  | British Academy Children's Awards                                                             | Série Dramatique                                                                          | Anubis         | Nomination | [ 5 ]  |
| 2011  | British Academy Children's Awards                                                             | Meilleure société de production indépendante                                              | Lime Pictures  | Nomination | [ 6 ]  |
| 2012  | Nickelodeon Royaume-Uni Kids' Choice Awards 2012\|Nickelodeon Royaume-Uni Kids' Choice Awards | Meilleure série anglaise                                                                  | Anubis         | Nomination | [ 7 ]  |
| 2012  | Nickelodeon Royaume-Uni Kids' Choice Awards 2012\|Nickelodeon Royaume-Uni Kids' Choice Awards | Meilleur acteur anglais                                                                   | Brad Kavanagh  | Nomination | [ 8 ]  |
| 2012  | Nickelodeon Royaume-Uni Kids' Choice Awards 2012\|Nickelodeon Royaume-Uni Kids' Choice Awards | Meilleure actrice anglaise                                                                | Ana Mulvoy Ten | Nomination | [ 9 ]  |
| 2012  | Broadcast Awards 2012                                                                         | Meilleur Programme pour Enfants                                                           | Anubis         | Nomination | [ 10 ] |
| 2012  | British Academy Children's Awards                                                             | BAFTA Kid's Vote: Television                                                              | Anubis         | Nomination | [ 11 ] |
| 2013  | Nickelodeon Royaume-Uni Kids' Choice Awards                                                   | Meilleure Série Anglaise                                                                  | Anubis         | Lauréat    | [ 12 ] |